# It Never Rains in Southern California
Singles de Albert Hammond
Down by the River
(1972) If You Gotta Break Another Heart
(1973)
It Never Rains in Southern California est une chanson du chanteur britannique Albert Hammond. Elle est écrite et composée par Hammond et Mike Hazlewood. Elle est sortie le 22 septembre 1972 chez Mums, sous-label de Columbia Records, comme deuxième extrait de l'album du même nom. Il s'agit du plus grand succès international de Hammond,.

## Contexte et enregistrement
Hammond collabore avec Don Altfeld pour la réalisation de la chanson.
Les musiciens de studio The Wrecking Crew de Los Angeles ont apporté leur soutien au niveau instrumental. La chanson figure sur le premier album du même nom de Hammond et s'est classée à la cinquième place du Billboard Hot 100 aux États-Unis après sa sortie en single. C'est le seul succès de Hammond à avoir figuré dans le top 10 américain à ce jour, bien qu'il ait eu un autre succès dans le top 40 en 1974 avec I'm a Train (en).

## Listes des pistes
Toutes les chansons sont écrites et composées par Albert Hammond et Mike Hazlewood.
| A. | It Never Rains In Southern California | 3:12 |
| B. | Anyone Here in the Audience           | 3:50 |

## Classements et certifications
| Classement (1972–73)                    | Meilleure position |
| --------------------------------------- | ------------------ |
| Allemagne de l'Ouest (Media Control)    | 9                  |
| Australie (Kent Music Report)           | 12                 |
| Belgique (Wallonie Ultratop 50 Singles) | 16                 |
| Canada (Top Singles)                    | 2                  |
| Canada (Adult Contemporary Tracks)      | 38                 |
| États-Unis (Hot 100)                    | 5                  |
| États-Unis (Easy Listening)             | 2                  |
| États-Unis (Cash Box Top 100)           | 2                  |
| Japon (Oricon Singles)                  | 11                 |
| Japon (Oricon International)            | 1                  |
| Norvège (VG-lista)                      | 3                  |
| Nouvelle-Zélande (Listener)             | 2                  |
| Pays-Bas (Nederlandse Top 40)           | 26                 |
| Pays-Bas (Nationale Hitparade)          | 21                 |
| Suisse (Schweizer Hitparade)            | 5                  |

| Classement (1973)             | Position |
| ----------------------------- | -------- |
| Australie (Kent Music Report) | 77       |
| États-Unis (Hot 100)          | 98       |
| États-Unis (Cash Box)         | 36       |

### Certifications
| Région                                | Certification | Ventes/Streams |
| ------------------------------------- | ------------- | -------------- |
| États-Unis (RIAA)                     | Or            | 1 000 000^     |
| ^Mise en rayon selon la certification |               |                |

## Reprises et adaptations
En 1973, le duo américain Sonny & Cher reprennent la chanson sur leur cinquième et dernier album studio Mama Was a Rock and Roll Singer, Papa Used to Write All Her Songs.
Le duo Wess et Dori Ghezzi enregistre une version italienne de la chanson intitulée Non piove mai in California pour l'album Wess & Dori Ghezzi de 1973.
Le chanteur espagnol Julio Iglesias reprend la chanson en partie dans la chanson Moonlight Lady, une autre chanson d'Albert Hammond, sur l'album de 1984, 1100 Bel Air Place ;
En 2007, Barry Manilow enregistre la chanson pour son album The Greatest Songs of the Seventies (en).